# Siumut
Siumut – grenlandzka socjaldemokratyczna i separatystyczna partia polityczna. Została założona w 1977 roku. Obecnym liderem jest Kim Kielsen.
W wyborach w 2005 roku partia uzyskała 30,7% poparcia, w 2009 roku - 26,5%, a w 2013 roku wygrała wybory zdobywając 42,8% głosów.

## Wyniki wyborów parlamentarnych
Siumut po długich rządach straciła władzę na Grenlandii w 2021 roku.
| Wybory | Procent głosów | Liczba mandatów | +/- |
| ------ | -------------- | --------------- | --- |
| 2002   | 29,1%          | 10              |     |
| 2005   | 30,7%          | 10              | -   |
| 2009   | 26,5%          | 9               | -1  |
| 2013   | 42,8%          | 14              | +5  |
| 2014   | 34,6%          | 11              | -3  |
| 2018   | 27,2%          | 9               | -2  |
| 2021   | 29%            | 8               | -1  |